# Gropparello
Gropparello ist eine italienische Gemeinde (comune) mit 2157 Einwohnern (Stand 31. Dezember 2023) in der Provinz Piacenza in der Emilia-Romagna. Die Gemeinde liegt etwa 25 Kilometer südsüdöstlich von Piacenza und ist Teil der Comunità Montana valli del Nure e dell'Arda. Gropparello liegt zum Teil im Riserva naturale geologica del Piacenziano, in dem sich zahlreiche Fossilien finden. 

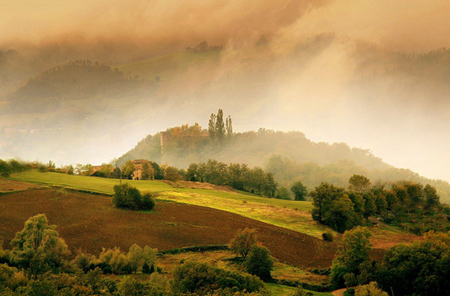
Panorama über den Ortsteil Montechino

## Geschichte
Mehrere Burgen befinden sich im Gemeindegebiet, das zwischen 150 und 1000 Metern über dem Meeresspiegel liegt. Die antike Stadt Veleia lag hier in der Nähe. Im 9. Jahrhundert schenkte Karl der Große eine der Burgen an den Bischof von Piacenza.

## Persönlichkeiten
- Bruno Cassinari (1912–1992), Maler, lebte während des Zweiten Weltkriegs in Gropparello